# Браун, Мел
Ме́лвин (Мел) Бра́ун (англ. Melvin (Mel) Brown, 22 июля 1935, Атабаска, Канада, Великобритания — 12 ноября 2019, Норт-Ванкувер, Канада) — канадский баскетболист, тренер. Участник летних Олимпийских игр 1956 года.

## Биография
Мел Браун родился 22 июля 1935 года в канадском городе Атабаска.
Жил в ряде маленьких городов Британской Колумбии, в начале 50-х перебрался на Северный Берег.
Играл в баскетбол за «Бритиш Коламбия Тотемс». Также занимался гандболом, бейсболом, рокетболом и гольфом.
В 1956 году вошёл в состав сборной Канады по баскетболу на летних Олимпийских играх в Мельбурне, занявшей 9-е место. Провёл 6 матчей, набрал 12 очков (10 — в матче со сборной Сингапура, 2 — с Южной Кореей).
По окончании игровой карьеры стал тренером. В 1966—1968 годах трижды выигрывал с «Ванкувер Ай Джи Эй Гросерз» чемпионат Канады.
Занимался предпринимательством, был совладельцем компании Simson Maxwell Ltd., в которой работал 50 лет.
Умер 12 ноября 2019 года в канадском городе Норт-Ванкувер после продолжительной борьбы с раком.

## Семья
В 1958 году женился на Элли Браун, с которой прожил вместе 61 год. Вырастили троих детей.

## Память
Вместе с чемпионской командой «Ванкувер Ай Джи Эй Гросерз» в 1997 году введён в Зал спортивной славы Британской Колумбии, в 2017 году — в Зал баскетбольной славы Британской Колумбии.